# Bílá princezna
Bílá princezna (v anglickém originále The White Princess) je britsko-americký seriál vysílaný na jaře roku 2017 společností Starz. Seriál je založený na románu Bílá růže: Alžběta z Yorku od britské spisovatelky Philippy Gregory a jedná se o sequel k v roce 2013 vysílanému seriálu Bílá královna, opět inspirovaném románem této spisovatelky. Bílá princezna tedy pojednává o Válce růží, respektive o jejím ukončení sjednocením rodů Lancasterů a Yorků.

## Obsazení

### Hlavní role
| Jodie Comer        | Alžběta z Yorku                        |
| Rebecca Benson     | Markéta Pole                           |
| Jacob Collins-Levy | Jindřich VII. Tudor                    |
| Kenneth Cranham    | John Morton                            |
| Essie Davis        | Alžběta Woodvillová                    |
| Rossy de Palma     | Isabela Kastilská                      |
| Richard Dillane    | Thomas Stanley                         |
| Anthony Flanagan   | Francis Lovell                         |
| Patrick Gibson     | Perkin Warbeck                         |
| Caroline Goodall   | Cecílie Nevillová                      |
| Amy Manson         | Kateřina Gordonová                     |
| Adrian Rawlins     | John de la Pole, 2. vévoda ze Suffolku |
| Vincent Regan      | Jasper Tudor                           |
| Suki Waterhouse    | Cecílie z Yorku                        |
| Joanne Whalley     | Markéta z Yorku                        |
| Michelle Fairley   | Markéta Beaufortová                    |

### Vedlejší role
| Andrew Whipp    | Richard Pole              |
| Rosie Knightley | Anna z Yorku              |
| Ava Masters     | Kateřina z Yorku          |
| Guy Williams    | William Stanley           |
| Billy Barratt   | Artur Tudor               |
| Woody Norman    | malý Jindřich VIII. Tudor |
| Heidi Ely       | Bridget z Yorku           |
| Iain Batchelor  | Maxmilián I. Habsburský   |

## Pokračování
Dne 15. března 2018 Starz oznámil, že vytvoří pokračování Bílé královny a Bílé princezny s názvem Španělská princezna, které bude založeno na Gregoryiných románech Královský slib a The King's Curse a bude se soustředit na Kateřinu Aragonskou.